# Gips (film)
Gips is een Nederlandse korte film uit 2015 van Jeroen Houben, gemaakt in het kader van de serie Kort!. De film ging in première op 29 september 2015 tijdens het Nederlands Film Festival en beleefde haar internationale première op het Palm Springs International Festival in 2016.

## Verhaal
Één dag voordat de familie Westhoff op vakantie naar Zuid-Frankrijk gaat krijgt zoon Pelle (12) het voor elkaar om z’n arm te breken. Exemplarisch voor Pelle, die altijd een beetje in z’n eigen wereld zit. Eenmaal op de camping in Frankrijk lukt het hem in tegenstelling tot zijn familieleden niet vakantievriendjes te maken. Op de terugweg heeft zus Juul liefdesverdriet en filosoferen hun ouders na over de gesprekken die ze met de buurman hadden. Pelle ziet vlak voor ze in een file terechtkomen Joëlle, het meisje waar hij een oogje op heeft, voorbijrijden. In de file rent hij de auto uit om Joëlle te vragen haar naam op zijn gips te laten zetten. Pelle's vader is boos dat hij de weg op rende, maar Pelle is trots op zijn versierde gips.

## Rolverdeling
- Rohan Timmermans: Pelle
- Richelle Platinga: Juul
- Lottie Hellingman: moeder Inge
- Huub Smit: vader Onno
- Loes Schnepper: buurvrouw Marian
- Ewout Eggink: buurman Marcel
- Clarisse Montenon: Joëlle